# Black Sheep (película)
Black Sheep (Oveja negra en español) es una película estadounidense de comedia dirigida por la directora Penelope Spheeris. Fue estrenada el 1 de febrero de 1996 y estuvo protagonizada por Chris Farley (Mike Donnelly, la «oveja negra» de la familia) y por David Spade (Steve Dodds, ayudante de Al Donnely, el hermano mayor de Mike). Durante su recorrido por los Estados Unidos recaudó 32,4 millones de dólares y fue muy exitosa, pero fuera de los Estados Unidos no fue tan conocida.

## Argumento
Mike Donnelly es la «oveja negra» de su familia y su hermano mayor Al Donnelly, que está intentando ganar las elecciones para ser gobernador de Washington, manda a su ayudante Steve Dodds para que mantenga a su hermano menor al margen de todo esto, porque puede que lo estropee todo, pero eso resulta ser un grave error porque Mike y Steve se vuelven muy amigos y juntos viven una serie de divertidas aventuras.
En la película, Mike y Steve, al ayudar a Al a ganar las elecciones, se dan cuenta de que su oponente a la candidatura está haciendo trampas con los votos ya que se da votos de personas que han fallecido. Al final, con la ayuda de Drake Sabitch, un excombatiente de la guerra de Vietnam, consiguen destapar al otro candidato, la gobernadora Tracy, y así Al Donnelly se proclama gobernador de Washington.

## Reparto
| Actor              | Personaje                          |
| ------------------ | ---------------------------------- |
| Chris Farley       | Michael "Mike" Donnelly            |
| David Spade        | Steve Dodds                        |
| Tim Matheson       | Gobernador Alexander "Al" Donnelly |
| Christine Ebersole | Gobernadora Evelyn Tracy           |
| Gary Busey         | Drake Sabitch                      |
| Grant Heslov       | Robbie Mieghem                     |
| Timothy Carhart    | Roger Kovary                       |
| Bruce McGill       | Neuschwander                       |
| Boyd Banks         | Clyde Spinoza                      |
| David St. James    | Policía motorizado                 |
| Skip O'Brien       | Soldado estatal                    |
| Chris Owen         | Hal                                |
| Mudhoney           | Ellos mismos                       |
| Fred Wolf          | Ronald Forte                       |
| Julie Benz         | Mujer                              |
| Kathleen O'Malley  | Sra. Oneacre                       |
| John Ashker        | Jim Blaine                         |
| Jimmy Workman      | Adolescente drogadicto             |

- «Toby» hizo una aparición en esta película.